# Ніжинський 18-й гусарський полк
Ніжинський карабінерний полк — кавалерійський полк РІА. Сформований у 1896 році як 52-й Ніжинський драгунський полк, у 1907 році полк переназваний у 18-й гусарський.
У 1904—1905 роках полк брав участь в російсько-японській війні та згодом і у Першій світовій війні
У 1912 році, «в изъятие из закона», полку присвоєно старшинство Ніжинського кінного полку розформованого у 1800 році. Полкове свято — 1 жовтня.